# رحلة الأولاد المفقودين
رحلة الأولاد المفقودين (2005) هو كتاب غير روائي من تأليف جوان هيشت عن الأولاد السودانيون المفقودون. «الأطفال المفقودون» هم مجموعة من الأطفال الصغار الذين انفصلوا عن آبائهم بسبب الحرب الأهلية في وطنهم. مع القليل من الطعام والماء وعدم وجود حماية من الحيوانات البرية وجنود العدو الذين طاردوهم ليلًا ونهارًا، تجمع هؤلاء الأطفال معًا يمشون أكثر من ألف ميل عبر براري أفريقيا بحثًا عن ملاذ آمن.
رحلة الأولاد المفقودين هي جدول زمني للرحلة الملحمية التي قام بها هؤلاء الأطفال، بدءًا من قراهم الريفية في جنوب السودان وانتهاءً بوصولهم كشباب إلى الولايات المتحدة. تُروى من خلال صوت هيشت، أحد معلميهم الأميركيين، الذين يسمونها بمحبة «أمي» أو «ماما جوان»، إنها قصة مقنعة من الشجاعة والإيمان والتصميم المطلق على البقاء على قيد الحياة من قبل مجموعة من الصبية اليتامى الصغار تسمى «أولاد السودان المفقودون». بسبب علاقة السيدة هيشت الشخصية مع «الأولاد المفقودين»، وقالت إنها قادرة على تصوير قصتهم عن كثب. بالإضافة إلى بحثها المكثف فيما يتعلق بالأحداث السياسية والتاريخية المحيطة بالحرب الأهلية بين الشمال والجنوب، هي القصص الشخصية والصور والرسومات التي تمزق القلب للأولاد أنفسهم.
حصل الكتاب على «المركز الأول في التعليم» في حفل توزيع جوائز الكتاب الدولي لتشجيع الكتاب المتميزين (POW)، مما أكسب السيدة هيشت عنوان «مؤلف العام» لعام 2005.
في صيف عام 2004، أسست السيدة هيشت مؤسسة " تحالف الأولاد السودانيين المفقودين"، وهي مؤسسة غير ربحية، تساعد في تلبية الاحتياجات الطبية والتعليمية للفتيان الضائعين وعائلاتهم الذين يعيشون في الولايات المتحدة وأفريقيا.

## روابط خارجية
- رحلة الأولاد المفقودين نسخة محفوظة 4 أغسطس 2018 على موقع واي باك مشين.، موقع الكتاب، (ردمك 0-9763875-0-6)
- تحالف الأولاد السودانيين المفقودين نسخة محفوظة 14 سبتمبر 2019 على موقع واي باك مشين.